# Айн Диаб (писта)
Айн Диаб е писта за провеждане на автомобилни и мотоциклетни състезания, намираща се в Казабланка, Мароко.

## История
През 1956 година Мароко вече е независима държава. Пистата е построена за 6 седмици през 1957 година с финансова помощ от тогавашния крал Мохамед V. Проектирана е от Кралския автомобилен клуб на Мароко.
Пистата е с дължина 7,618 км (4,734 мили). Включва съществуващия крайбрежен път и главния път от Казабланка до Азамор.
Първото състезание е през 1957 година, но не е в календара на „Формула 1“. На 19 октомври 1958 година се провежда единственото състезание за „Голяма награда на Мароко“ във „Формула 1“. То е спечелено от Стърлинг Мос от „Вануол“, втори завършва световният шампион за 1958 година Майк Хотърн от „Скудерия Ферари“.
По време на състезанието се случва ужасен инцидент на пилота на „Вануол“ Стюрт-Луис Евънс, който катастрофира и получава множество изгаряния, след което умира 6 дни по-късно в болница във Великобритания.
След драматичната надревара през 1958 година „Формула 1“ никога не се завръща на това трасе и повече никакви състезания не са провеждани на него. Пътищата, които са образували пистата, все още се използват като част от пътната мрежа на страната.

## Победители във Формула 1
| Година | Пилот        | Конструктор | Писта    | Статистика |
| ------ | ------------ | ----------- | -------- | ---------- |
| 1958   | Стърлинг Мос | Вануол      | Аин-Диаб | Статистика |